# Frederic Madden
Pour les articles homonymes, voir Madden.
Sir Frederic Madden KH (16 février 1801 - 8 mars 1873) est un paléographe britannique.

## Biographie
Né à Portsmouth, il est le fils de William John Madden (1757-1833), capitaine des Royal Marines d'origine irlandaise, et de sa femme Sarah Carter (1759-1833). Dès son enfance, il montre un talent pour les études linguistiques et d'antiquaires. En 1826, il est engagé par le British Museum pour aider à la préparation du catalogue classifié des livres imprimés et, en 1828, il devient assistant conservateur des manuscrits. En 1832, il est élu membre de la Royal Society . À l'âge de 32 ans, il est fait chevalier  et en 1837, il succède à Josiah Forshall comme conservateur des manuscrits. Il ne s'entend pas bien avec ses collègues et prend sa retraite en 1866.
Madden est le principal paléographe de son époque. Cependant, son ignorance de l'allemand l'empêche de se classer parmi les philologues, même s'il accorde beaucoup d'attention aux premières formes dialectiques du français et de l'anglais. Ses contributions mineures à la recherche antiquaire sont nombreuses : la plus connue, peut-être, est sa thèse sur l'orthographe du nom de Shakespeare, qui, principalement sur la base d'une signature trouvée dans la copie de John Florio de l'œuvre de Montaigne, devait selon lui être "Shakspere". Cela conduit à un long débat et à une période où l'orthographe "Shakspere" est presque devenue la norme.
À sa mort à son domicile de St Stephen's Square, à Londres, il lègue ses journaux et autres papiers privés à la Bibliothèque Bodléienne, où ils restent fermés jusqu'en 1920.

## Recherches
Il édite pour le Roxburghe Club Havelok the Dane (1828), découvert par lui-même parmi les manuscrits laudiens de la Bibliothèque Bodléienne, William and the Werwolf (1832) et les anciennes versions anglaises de la Gesta Romanorum (1838). En 1839, il édite les anciens romans métriques de Syr Gawayne pour le Bannatyne Club, et en 1847 le texte de Layamon Brut, avec une traduction en prose, pour la Society of Antiquaries. En 1850, la magnifique édition, en colonnes parallèles, de ce qu'on appelle les versions « wycliffites » de la Bible, à partir des manuscrits originaux, sur lesquelles lui et son coadjuteur, Josiah Forshall, se sont engagés pendant vingt ans, est publiée par l'Université d'Oxford.
En 1866-1869, il édite l' Historia Minor de Matthew Paris pour la série Rolls. En 1833, il écrit le texte de Henry Shaw Illuminated Ornaments of the Middle Ages; et en 1850, il édite la traduction anglaise de la Paléographie universelle de Joseph Balthazar Silvestre.
Il est l'un des trois contributeurs de Collectanea Topographica et Genealogica.

## Conservateur
En avril 1837, alors qu'il est encore assistant conservateur des manuscrits, on montre à Madden une mansarde de l'ancien bâtiment du musée qui contient un grand nombre de fragments brûlés et endommagés et de codex de manuscrits sur vélin. Madden les identifient immédiatement comme faisant partie de la collection de la bibliothèque Cotton, qui a été gravement endommagée lors d'un incendie en 1731.
Au cours de son mandat de gardien des manuscrits, Madden entreprend d'importants travaux de conservation sur les manuscrits de Cotton (souvent face à l'opposition du conseil d'administration du musée, qui juge l'entreprise d'un coût prohibitif). En collaboration avec le relieur Henry Gough, il développe une stratégie de conservation qui restaure même les fragments et manuscrits les plus endommagés dans un état utilisable. Des feuilles de vélin sont nettoyées et aplaties et montées dans des cadres en papier. Dans la mesure du possible, ils les regroupent dans leurs codex d'origine.
Outre les fragments retrouvés dans le grenier, il effectue des travaux de conservation sur le reste de la collection. De nombreux manuscrits étaient devenus cassants et fragiles, dont le codex qui contient le seul exemplaire connu de Beowulf (Coton Vittelius A xv). En 1845, le travail est en grande partie achevé, bien que Madden subisse un autre revers lorsqu'un incendie se déclare dans la reliure du musée, détruisant complètement d'autres œuvres de la collection.

## Famille
À l'été 1837, dans le district d'Edmonton, puis de Middlesex, il épouse Emily Sarah Robinson (1813-1873). Elle est la fille de William Robinson (1777–1848), avocat et historien de Tottenham, et de sa femme Mary Ridge (1781–1856), fille du banquier de Chichester William Ridge. Certaines sources suggèrent que William Robinson est le fils illégitime d'Anne Nelson, sœur célibataire d'Horatio Nelson.
Frederic et Emily ont six enfants connus, l'aîné étant Frederic William Madden (1839–1904), qui en 1860 épouse Elizabeth Sarah Rannie (1839–1893) et a quatre enfants. Frédéric, un numismate de renom, est secrétaire et économe du Brighton College de 1874 à 1888, puis bibliothécaire en chef de la bibliothèque publique de Brighton de 1888 à 1902.